# Theodor Paul Richter
Theodor Paul Richter (* 1. Juni 1850 in Leipzig; † Dezember 1923 in Bühlau) war ein sächsischer Generalleutnant.

## Leben
Theodor Paul Richter trat am 1. April 1869 als Einjährig-Freiwilliger in das Grenadier-Regiment „Kaiser Wilhelm, König von Preußen“ (2. Königlich Sächsisches) Nr. 101 der sächsischen Armee unter dem Regimentskommandeur Oberst Alban von Montbé ein. Nach Ablauf des Dienstjahres wurde er am 1. April 1870 in die Reserve versetzt. Anlässlich der Mobilmachung des Krieges gegen Frankreich trat er erneut in die 6. Kompanie des Grenadier-Regiments ein, wo er am 15. August 1870 zum Vizefeldwebel und am 1. September 1870 zum Leutnant der Reserve avancierte. Er beteiligte sich nahezu an allen Schlachten und trat am 27. April 1871 in das aktive Offizierskorps über, wonach er zum Führer der 6. Kompanie im Regiment avancierte. Nach Kriegsende wurde er 1873 auf die Kriegsschule Potsdam entsendet, wonach er im selben Jahr noch bis zum 1. Oktober 1874 zur Dienstleistung beim Infanterie-Regiment „König Wilhelm II. von Württemberg“ (6. Königlich Sächsisches) Nr. 105 in Straßburg abkommandiert wurde. Nachfolgend kehrte er in die 12. Kompanie seines Stammregiments ein und wurde 1875 Bataillonsadjutant des III. Bataillons im Regiment, wobei er noch im selben Jahr am 1. Mai 1875 Regimentsadjutant wurde. Nachdem 1876 seine Beförderung zum Oberleutnant erfolgt war, besuchte er von 1880 bis 1881 die Kriegsschule Berlin. Er wurde nachfolgend am 1. April 1881 in das 9. Infanterie-Regiment Nr. 133 versetzt, wo er am 17. September 1882 zum Hauptmann und Kompaniechef im 8. Infanterie-Regiment „Prinz Johann Georg“ Nr. 107 avancierte. Er diente die folgenden Jahre in dieser Eigenschaft und stieg 1892 zum Major auf, wonach er am 25. Juni 1893 Bataillonskommandeur des I. Bataillons wurde.
Er wurde am 21. März 1897 zum Oberstleutnant und etatsmäßigen Stabsoffizier beim Schützen-(Füsilier-)Regiment „Prinz Georg“ (Königlich Sächsisches) Nr. 108 befördert. Am 13. September 1899 wurde er unter Beförderung zum Oberst Kommandeur des 10. Infanterie-Regiments Nr. 134 und am 24. April 1903 unter Beförderung zum Generalmajor zu den Offizieren von der Armee versetzt. Im selben Jahr wurde er Kommandeur der 7. Infanterie-Brigade Nr. 88 in Chemnitz. In Genehmigung seines Abschiedsgesuches wurde er im März 1905 zur Disposition gestellt.
Im Ersten Weltkrieg diente er ab 1916 als stellvertretender Vorsitzender der Gruppe V der Kriegsorganisation Dresdner Vereine und leitete so ab Ostern 1916 die Heereswohlfahrt. Am 18. Mai 1918 wurde er noch mit dem Charakter eines Generalleutnants ausgezeichnet. Er verstarb im Alter von 74 Jahren an einem Schlaganfall.